# Земя на кралица Мод
Земята на кралица Мод (на норвежки: Dronning Maud Land; на английски: Queen Maud Land) е обширна територия от Източна Антарктида, простираща се между 67° и 74°15’ ю.ш. и 20° з.д. и 44°40’ и.д., покрай Атлантическия и Индийския сектори на Южния океан. Това е земята с най-дълга брегова линия (близо 3000 km) в Антарктида. На югозапад граничи със Земя Котс, а на изток – със Земя Ендърби. Отделните ѝ сектори от крайбрежието от запад на изток носят следните названия: Бряг принцеса Марта, Бряг принцеса Астрид, Бряг принцеса Ранхилда, Бряг принц Харалд и Бряг принц Олаф.

## Географска характеристика

### Брегове
Бреговата линия на Земята на кралица Мод е силно разчленена, заета почти повсеместно от шелфови ледници. Западната ѝ част между 20° з.д. и 14° и.д. попада в Атлантическия сектор на Южния океан, като тук са разположени моретата Крал Хокон VII и Лазарев. Бреговете повсеместно са заети от големи шелфови ледници: Рисер-Ларсен, Куарисен, Екстрьомисен, Елбартисен, Фимбулисен, Белингсхаузен, Лазарев и други по-малки, като в тях се вклиняват множество заливи: Тюленов, Селбукта, Мускегбукта, Неупокоев, Дублицки, Сергей Каменев, Ленинградски и др. В шелфовите ледници са „зазидани“ множество острови, по-големи от които са: Лидон, Кръгъл, Циолковски, Ленинградски и др.
Източната ѝ част между 14° и 48° и.д. попада в Индийския сектор на Южния океан, като тук са разположени моретата Рисер-Ларсен и Космонавти. Тук шелфовите ледници са по-слабо представени, основно на запад (шелфовия ледник Лазарев и други по-малки) покрай Брега принцеса Ранхилда. Тук по-големите заливи са Брейдвик, Вествик и др. На изток от полуостров Рисер-Ларсен, далеч навътре навлиза залива Лютцов-Холм, в който има малки острови – Пад, Флатвер и др.

### Релеф
Земята на кралица Мод е изцяло покрита с дебел континентален леден щит с височина 1000 – 2000 m и дебелина от 500 до 1000 m, над който стърчат отделни оголени върхове и нунатаки. В крайната западна част се издигат планините Краул, Милоргкньоусане, Котас и Юле-Топане; платата Халварюген, Йеверюген, Ричер, Алманрюген, Амундсен. Средната част е значително по-висока и планинска, като тук се издигат планините Мюлиг-Хофман (3148 m), Филхнер (3176 m), Йоханес-Мюлер (2431 m), Волтат (2810 m), Руска (2820 m) и много други. Източната част е най-висока и планинска. В крайната източна част е платото Мидзухо, на запад следват планините Ямато (2470 m), Белжик (2500 m) и Сьор-Рондона, където се издига най-високата точка на Земята на кралица Мод – връх Вьортеркака, 3630 m.

### Континентални ледници
От планинските масиви, разположени в близост до крайбрежието, се спускат стотици много големи, големи и малки континентални ледници, които завършват или в шелфовите ледници, или в заливите. В шелфовия ледник Рисер-Ларсен се спускат ледниците Ендюранс, Краул; в шелфовия ледник Елбартисен – ледникът Шетбреен; в шелфовия ледник Фимбулисен – ледниците Ютулстраумен, Свеобреен, Тьонесенбреен, Винебреен; в шелфовия ледник Лазарев – ледниците Космонавти, Минен институт, Хумболт, Ентусиасти, Хансен, Гунестад, Бърд; в море Космонавти – ледниците Сирас, Скален, Карнебреен, Кемпбъл, Хейс, Рейнер.

## Историческа справка
На 16 януари 1820 г. участниците в първата руска антарктическа експедиция, възглавявана от Фадей Белингсхаузен и Михаил Лазарев, откриват участък от днешния шелфов ледник Белингсхаузен, като по този начин откриват крайбрежието не само на Земята на кралица Мод, но и на целия континент Антарктида. След повече от 100 години бреговете и вътрешността на Земята на кралица Мод в продължение на повече от 30 години са цялостно открити, изследвани и топографски заснети от въздуха и от наземни екипи, като най-голям принос имат норвежките полярни изследователи: Ялмар Рисер-Ларсен (1929 – 31), който открива и изследва над 2000 km от бреговете ѝ и наименува откритото от него крайбрежие Земя на кралица Мод в чест на Мод Уелска (1869 – 1938), съпруга на норвежкия крал Хокон VII, Гак Галворсен (1930 – 31), Ларс Кристенсен (1936 – 37), Юн Евер (1950 – 52). За опознаването на крайбрежието и вътрешността на региона допринася германската експедиция на Алфред Ричер през 1939 г. и 5-ата Съветска антарктическа експедиция през 1959 – 61 г.